# (599752) 2010 VQ11
2010 VQ11, também escrito como 2010 VQ11, é um objeto transnetuniano que está localizado no Cinturão de Kuiper, uma região do Sistema Solar. Este corpo celeste é classificado como um cubewano. Ele possui uma magnitude absoluta de 5,7 e tem um diâmetro estimado de cerca de 319 km. O astrônomo Mike Brown lista este corpo celeste em sua página na internet como um candidato a possível planeta anão.

## Descoberta
2010 VQ11 foi descoberto no dia 2 de novembro de 2010 pelos astrônomos D. L. Rabinowitz, M. Schwamb e S. Tourtellotte.

## Órbita
A órbita de 2010 VQ11 tem uma excentricidade de 0,139 e possui um semieixo maior de 45,224 UA. O seu periélio leva o mesmo a uma distância de 38,930 UA em relação ao Sol e seu afélio a 51,518 UA.